# Jura de Alfonso XIII

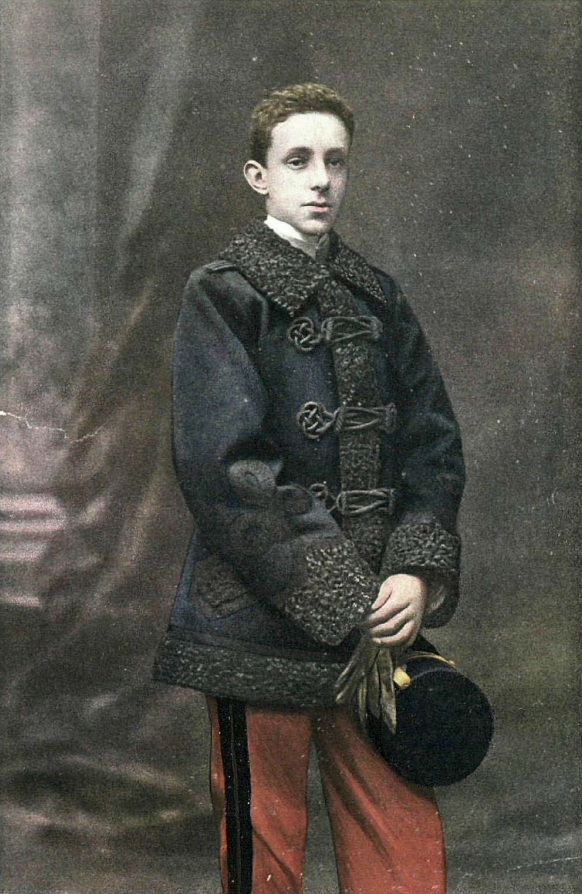
Alfonso XIII con el uniforme de infantería, en su último retrato antes de su mayor edad. (Franzen, 1902)

La Jura de Alfonso XIII es el nombre bajo el que se conoce el acto solemne por el que Alfonso XIII de España afirmó su lealtad a la Constitución española de 1876 al alcanzar su mayoría de edad.

## Contexto
La muerte de Alfonso XII en 1885 había forzado la regencia de su viuda, María Cristina de Austria de acuerdo con los artículos 67 y 72 de la Constitución de 1876. El matrimonio había tenido ya dos hijas (María de las Mercedes, princesa de Asturias y la infanta María Teresa). La reina se encontraba embarazada de tres meses en el momento de la muerte de su marido. Habida cuenta de que la Constitución de 1876 establecía la preferencia de varón dentro del mismo grado para la sucesión al trono, decidió no proclamar a María de las Mercedes como reina, en espera de conocer el sexo del hijo o hija póstumo de Alfonso XII.
El 17 de mayo nació un varón, que fue rey desde el momento de su nacimiento con el nombre de Alfonso XIII. La Constitución de 1876 establecía que el monarca alcanzase la mayoría de edad a los 16 años, por lo que el período de regencia se extendería hasta el 16 de mayo de 1905, el día antes al décimo sexto cumpleaños de Alfonso XIII. El texto constitucional referido, en su artículo 45, preveía que el Rey jurase de forma solemne la Constitución.

## Desarrollo

### Antecedentes
El precedente directo de la jura había sido la realizada por María Cristina de Austria el 20 de diciembre de 1885, efectuada también el Palacio del Congreso. Precisamente la falta de acuerdo entre Senado y Congreso sobre el lugar en el que había de producirse la jura, llevó a que fuese el propio Alfonso XIII quien decidiese el lugar, que sería como en el caso de la jura de su madre, el salón de sesiones del Palacio del Congreso.
Con motivo de la jura, distintos países enviaron príncipes y enviados extraordinarios para asistir al acto.
El 15 de mayo de 1902, la Regente del Reino, firmó un real decreto por el cual se ordenaba a los cuerpos colegisladores previstos en la Constitución de 1876 reunirse en un solo cuerpo con objeto de que recibieran el juramente Alfonso XIII, en el mismo día en que este cumplía los 16 años (17 de mayo de 1902). Ese mismo real decreto preveía el ceremonial que habría de seguirse para el acto de la jura.

### Desarrollo de la ceremonia
El acto de la Jura se produjo en el Palacio de las Cortes, hacia las dos de la tarde. Durante la espera en el salón de sesiones corrieron rumores de un atentado contra el Rey. La comitiva regia salió del Palacio Real de Madrid, llegando en primer lugar la familia del monarca. Posteriormente llegó Alfonso XIII acompañado de su madre, María Cristina. El monarca prestó juramento ante los Evangelios que eran sostenidos por el presidente del Congreso, Antonio de Aguilar, marqués de la Vega de Armijo. La fórmula que utilizó fue:
Juro por Dios, sobre los Santos Evangelios, guardar la Constitución y las leyes. Si así lo hiciere. Dios me lo premie, y si no, me lo demande.
A continuación, salieron por orden las personas designadas para asistir a un solemne Te Deum en acción de gracias en la basílica de San Francisco el Grande.

## Legado
Con objeto de conmemorar la Jura, el 20 de junio de 1902, Alfonso XIII creó una medalla con su nombre (después conocida como Medalla de la Jura) para conmemorar el acto. Los destinatarios de la medalla fueron los distintos participantes en la Jura, de acuerdo con las distintas clases de esta (oro, plata y cobre).
Además el pintor Manuel Fernández Carpio pintó un óleo de la ceremonia, hoy conservado en una colección particular.

### Individuales
1. ↑  Seco Serrano, Carlos. «María Cristina de Habsburgo-Lorena». Diccionario biográfico español. Real Academia de la Historia.
2. ↑  Presidencia del Consejo de Ministros (2 de julio de 1876). «Constitución de la Monarquía Española decretada y sancionada de acuerdo con las Cortes del Reino». Gaceta de Madrid (núm. 184). BOE-A-1876-5026.
3. ↑  «Reinado de Alfonso XIII (1902-1923) - Congreso de los Diputados». www.congreso.es. Consultado el 12 de agosto de 2022.